# جت‌استار هنگ کنگ
جت‌استار هنگ کنگ (به انگلیسی: Jetstar Hong Kong) یک شرکت هواپیمایی ارزان‌قیمت با کد یاتا JM است که در تاریخ ۲۰۱۲ میلادی تأسیس شده است.